# Triple C’s
Triple C’s – hip-hopowy zespół, założony przez rapera Ricka Rossa w 2009 roku. W skład wchodzili Rick Ross (ur. William Leonard Roberts II), Torch (ur. Kevin Belnavis), Gunplay (ur. Richard Morales) oraz Young Breed. Zespół ten wystąpił gościnnie na takich albumach Ricka jak Port of Miami, Trilla czy Deeper Than Rap. W 2009 wydali swój jedyny album pod tytułem Custom Cars & Cycles i zakończyli działalność.

## Dyskografia
- Custom Cars & Cycles (2009)